# Heilig-Hartkapel (Grathem)

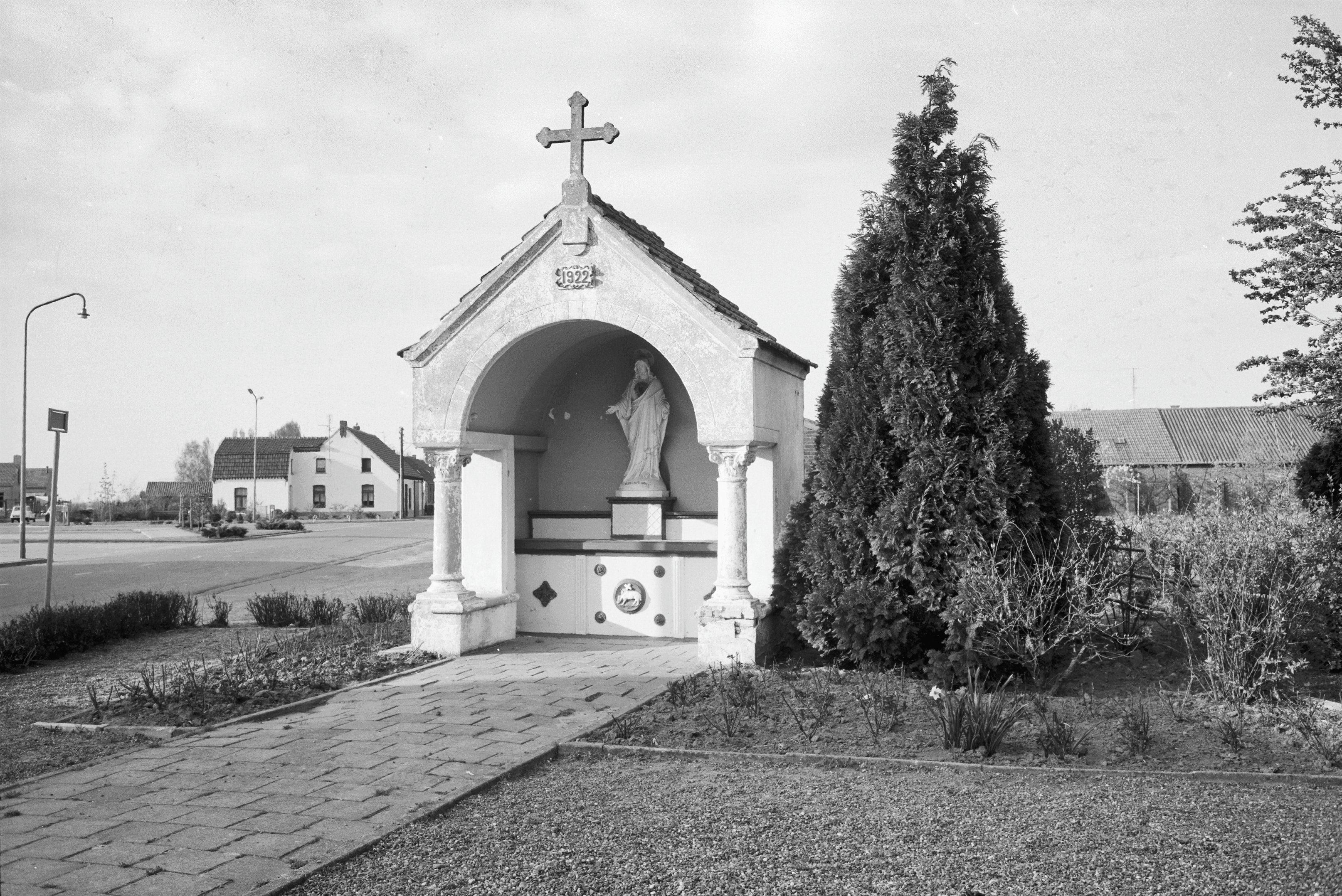
De kapel in 1976

De Heilig-Hartkapel is een kapel in Grathem in de Nederlandse gemeente Leudal. De kapel staat op de hoek van de Markt met de Gulden Eind 
De kapel is gewijd aan het Heilig Hart.

## Geschiedenis
Ter plaatse stond er vroeger een Sint-Egidiuskapel die in 1922 werd afgebroken en werd er een nieuwe kapel gebouwd.

## Gebouw
De in classicistische stijl gebouwde open kapel is wit gepleisterd en is opgetrokken op een rechthoekig plattegrond onder een zadeldak met rode pannen. Aan de voorzijde rust de constructie op twee ronde zuilen met composiete kapitelen rustende op lage muurtjes, terwijl de achterste helft geheel gesloten is. De frontgevel is een puntgevel met op de top een stenen kruis. In de voorgevel bevindt zich een gevelsteen met het jaartal 1922 in een cartouche en eronder een rondboogvormige opening.
Tegen de achterwand van de kapel is het altaar gemetseld dat aan de voorzijde drie witte velden heeft met een grijze omlijsting. De buitenste twee bevatten goudkleurige rozetten en de middelste een tondo met het Lam Gods omgeven door vier goudkleurige rozetjes. Boven het altaar is de achterwand lichtblauw geschilderd. Op het altaar staat op een voetstuk een anderhalve meter hoog Heilig-Hartbeeld die Jezus toont staande op een halve bol (symbool voor wereldheerschappij) met aureool, uitgestrekt armen en op de borst een rood Heilig Hart met goudkleurige uitslaande vlammen. Op de bol is een tekst aangebracht:

Venite ad me omnes(Komt allen tot mij)